# هرابرووو (استان دوبریچ)
هرابرووو (به بلغاری: Hrabrovo) یک منطقهٔ مسکونی در بلغارستان است که در شهرستان بالچیک واقع شده‌است.